# Artur i Dzieci Okrągłego Stołu
Artur i Dzieci Okrągłego Stołu (fr. Arthur et les enfants de la table ronde) – francuski serial animowany swobodnie oparty na legendach arturiańskich. Akcja toczy się w czasie, kiedy przyszły król Artur i rycerze Okrągłego Stołu byli jeszcze dziećmi. W Polsce serial emitowany jest na kanale TVP ABC.

## Francuski dubbing
- Diane Dassigny
- Benjamin Bollen : Gauvain
- Bernard Bollet
- Patrice Baudrier
- Jeanne Chartier
- Bruno Magne
- Martial Le Minoux
- Caroline Combes
- Julien Crampon
- Jean-Luc François
- Emmanuel Garijo
- Michel Elias
- Kaycie Chase
- David Krüger
- Antoine Lelandais
- Benjamin Pascal : Mordred
- Eric Peter
- Jérémy Prévost
- Audrey Sablé : Morgane
- Frédéric Souterelle